# Ipsos
Ipsos Group S.A. (akronym för Institut Public de Sondage d'Opinion Secteur) är ett internationellt marknadsundersökningsföretag med huvudkontor i Paris i Frankrike. Företaget grundades 1975 och har verksamhet i över 80 länder. Företaget finns sedan 1999 på börsen i Paris. 2011 köpte Ipsos Group S.A. upp Synovate som sedan 2012 går under varunamnet Ipsos.